# SDK Mostar
SDK je bilo ime sabirnog logora u gradu Mostaru. 

## Opis logora i njegove strukture
Ovaj logor je napravljen pred sami sukob bošnjačkih snaga s HVO-om 1993 godine. Nalazio se točno u bivšem SDK trezoru u kojem se čuvao novac, preko puta poznate robne kuće Razvitak u istočnom dijelu Mostara. Ovaj logor prednjači nad drugima a razlog je nekažnjavanje ljudi koji su počinili zločine u ovom logoru nad hrvatskim stanovništvom. Visoki zapovjednici bošnjačkih snaga su odobravali osobno pred zatočenicima nehumane radnje i to navodno radi priznavanja podataka o crtama obrane,vojsci i tehnologiji te ljudstvu.

## Opis nekih nehumanih radnji ovog logora
Da su Hrvati bili zarobljeni i stradali u logoru u istočnom dijelu Mostara 6. svibnja 1993. godine od strane Bošnjaka, još puno prije nego što je sukob i počeo dokazuje sam ovaj logor SDK u Mostaru.
- Hrvati su u više navrata pretučeni pred muslimanskim vojnicima koji su ih zarobili gdje su zadobili povrede glave i leđa od udaraca kundacima pušaka. U zarobljenički zatvor su ih dovodili u nekoliko navrata u polusvjesnom stanju.

- Nakon nekoliko dana boravka u zarobljeništvu zatočenici su bili izvedeni i isprebijani batinama od strane žena gdje su se iživljavali nad istima. Tom prilikom ako bi se koji usprotivio zadobio bi i kundak od prisutnog stražara ili zapovjednika stražara Slobodana Marića, te mu ne bi bila pružena adekvatna pomoć nego bi drugi zatočenik pomogao u zatvoru da se zaustavi krvarenje i druge povrede.

- Tjeran da vrši teške poslove čišćenje, kopanje grobova, služen kao živi štit prema crtama HVO-a, psihički slomljavan i tjeran na moljenje za život i prijetnjama ubojstvom te bezbroj nehumanih radnjih koje su nedozvoljene Ženevskom konvencijom.

- U više navrata bi padali u nesvijest a razlog je što su im vadili krv u većim količinama od dozvoljenih,te su u isto vrijeme odvođeni na prisilne radove.

- Ostali zatočeni koji nisu uspjeli otići na razmjenu ili su dovedeni nakon prve razmjene su se susreli najvećim ljudskim strahotama. Svjedok A.K. kaže da je najčešće bio na borbenoj liniji zadužen za prikupljanje i nošenje ranjenika i tako izloženi pogibelji. Premlaćivanje i inače maltretiranje bila je svakodnevna praksa. Bio je smješten u jednoj od tri podrumske prostorije zatvora, dimenzija 5x 20 m. U jednoj prostoriji bilo je smješteno oko 70 zatočenika. Svakodnevna obveza u većini slučajeva bila je odlazak na rad, najčešće na prvu borbenu crtu. U premlaćivanju zatvorenika isticao se zatvorski stražar Alija Gušić iz Tasovčića kod Čapljine i njegov posinak i drugi koji su bili stražari ovog logora.

Svjedok nadalje tvrdi da su im često prisilno uzimali krv. Drugi svjedok je doveden u SDK od svog do tadašnjeg prijatelja s kojim je radio Alena Katice iz Jasenice koji je dezertirao u VP HVO i predao ga u ruke ARBiH da bi opravdao sebe da nema nista s prošlom postrojbom koja nije muslimanska iz koje je dezertirao. Zatočeniku J.K. (iz Uzarića, Široki Brijeg), odrezali su pola uha, a njegov suborac, sada zatočenik, ubijen je.
Ovi podaci ne daju cjelovitu sliku ukupnog broj poginulih i nestalih zatočenika ovog logora, jer ih je jedan broj nestao, a nisu evidentirani. I ovdje, kako i kod većeg broja zatvora, odnosno logora ne podudara se stvarno stanje s raznim evidencijama, posebno domaćeg i međunarnodnog Crvenog križa, te drugih humanitarnih organizacija.
Padom u muslimanske ruke glavnine sjeverne kotline mostarske općine, uključujući i Carinu, Sjeverni logor i dio južne zone, od 30. lipnja 1993. godine Armija BiH ide od hotela "ERO", Šantićevom ulicom-Ričine, Bulevarom do Čekrka i Vinarije, te cestom Mostar-Nevesinje do Blagaja, Kosora, zračne luke i dalje Bunicom.
Prema iskazu svjedoka M.B. muslimanski vojnici, su se u zajedničkim borbenima akcijama veoma često kukavički i nekorektno ponašali prema Hrvatima kao saveznicima, odnosno suborcima. Prije svega, u obrani Mostara učestvovao je jedan njihov vod zv. "Mostari", te jedan broj njih u sastavu postrojbi HVO-a i HOS-a. U borbenim okršajima s četnicima i JNA bezglavo su bježali ostavljajući oružje, koje su najčešće dobili od HVO-a. Svjedok je u zatvoru u IV. osnovna škola bezočno zlostavljan, čak su mu uzeli i vjenčani zlatni prsten. Gledao je kako premlaćuju zatočenika M S da su mu čak i rebra polomljena. Svakodnevno je, skupa s ostalim zatočenicima, tjeran na rad na borbenu crtu (kopanje rovova, njihovo utvrđivanje), gladni i žedni...

## Ponašanje zatočenika nakon rata i boravka u SDK
Nakon završetka rata svi zatočenici su pretrpjeli razne traume.
- Naješći oblici psihičkih trauma su PTSP od kojih preživjeli u mnogo slučajeva dižu ruku na sebe i završava samoubojstvom.

- U većini slučajeva preživjeli budu iritirani okolinom i državom, jer do sada se ne zna slučaj da su državne službe za pitanja branitelja samostalno pozvali ove osobe i dali objašnjenje koja prava mogu ostvariti a činjenica je da ova vrsta ljudi ne koristi nikakve medije jer se povuku u svoje izmijenjene ličnosti (postaju druge osobe).

- Osobe koje su izvršile genocide nad ovim ljudima i druge radnje često ne budu optužene od strane zakona zbog složenosti državnog uređena kao što je i BiH, dovode do promjene ponašanja preživjelih zatočenika nakon rata.